# Eurhynchium remotifolium
Eurhynchium remotifolium là một loài rêu trong họ Brachytheciaceae. Loài này được Grev. A. Jaeger mô tả khoa học đầu tiên năm 1878.